# Fussball Club Südtirol 2004-2005
Questa pagina raccoglie le informazioni riguardanti il Fussball Club Südtirol nelle competizioni ufficiali della stagione 2004-2005.

## Stagione
Nella stagione 2004-2005 il Südtirol ha disputato il girone A del campionato di Serie C2, ottenendo l'ottavo posto in classifica con 48 punti. Il torneo è stato vinto con 56 punti dalla Pro Sesto che ha conquistato la promozione diretta in Serie C1, la seconda promossa è stata il Pizzighettone che ha vinto i playoff.

## Divise e sponsor
Le divise, fornite da Sportika, sono invariate rispetto alle tre stagioni precedenti (i calzettoni tornano monocromi), al pari degli sponsor Duka, Südtirol ("marchio ombrello" provinciale), Würth e Birra Forst.
| Casa | Trasferta |

## Rosa
| N. |                    | Ruolo | Calciatore           |
| -- | ------------------ | ----- | -------------------- |
|    | Italia (bandiera)  | C     | Michael Bacher       |
|    | Italia (bandiera)  | A     | Thomas Bachlechner   |
|    | Italia (bandiera)  | C     | Roberto Balducci     |
|    | Italia (bandiera)  | C     | Marco Benvenuto      |
|    | Italia (bandiera)  | A     | Davide Bortolotti    |
|    | Italia (bandiera)  | D     | Hans Rudi Brugger    |
|    | Italia (bandiera)  | D     | Fabio Buscaroli      |
|    | Italia (bandiera)  | C     | Francesco Cardillo   |
|    | Brasile (bandiera) | C     | Eduardo Luis Carloto |
|    | Italia (bandiera)  | C     | Michael Cia          |
|    | Italia (bandiera)  | C     | Luca Corradi         |
|    | Italia (bandiera)  | A     | Massimiliano Dalpiaz |
|    | Italia (bandiera)  | D     | Marco Fabris         |
|    | Italia (bandiera)  | D     | Andrea Guerra        |

| N. |                    | Ruolo | Calciatore         |
| -- | ------------------ | ----- | ------------------ |
|    | Italia (bandiera)  | P     | Denis Iardino      |
|    | Italia (bandiera)  | D     | Hannes Kiem        |
|    | Italia (bandiera)  | A     | Giuseppe Le Noci   |
|    | Italia (bandiera)  | C     | Luca Lomi          |
|    | Italia (bandiera)  | D     | Marco Mallus       |
|    | Italia (bandiera)  | C     | Manuel Mancini     |
|    | Italia (bandiera)  | C     | Raffaele Merzek    |
|    | Austria (bandiera) | D     | Herbert Ramsbacher |
|    | Italia (bandiera)  | C     | Manuel Scavone     |
|    | Italia (bandiera)  | P     | Andrea Servili     |
|    | Italia (bandiera)  | C     | Manuele Sorti      |
|    | Italia (bandiera)  | A     | Massimo Spagnolli  |
|    | Italia (bandiera)  | A     | Stefano Stefanelli |
|    | Italia (bandiera)  | C     | Antonio Stendardo  |

## Risultati

### Campionato

#### Girone di andata
| 12 settembre 2004 1ª giornata | Südtirol | 5 – 1 | Pro Vercelli |  |

| 19 settembre 2004 2ª giornata | Montichiari | 1 – 1 | Südtirol |  |

| 26 settembre 2004 3ª giornata | Südtirol | 0 – 0 | Olbia |  |

| 3 ottobre 2004 4ª giornata | Monza | 0 – 0 | Südtirol |  |

| 10 ottobre 2004 5ª giornata | Südtirol | 0 – 1 | Pizzighettone |  |

| 17 ottobre 2004 6ª giornata | Pro Sesto | 3 – 2 | Südtirol |  |

| 24 ottobre 2004 7ª giornata | Südtirol | 3 – 1 | Belluno |  |

| 31 ottobre 2002 8ª giornata | Südtirol | 0 – 2 | Legnano |  |

| 7 novembre 2004 9ª giornata | Ivrea | 2 – 1 | Südtirol |  |

| 14 novembre 2004 10ª giornata | Südtirol | 3 – 1 | Portogruaro-Summaga |  |

| 21 novembre 2004 11ª giornata | Biellese | 1 – 1 | Südtirol |  |

| 28 novembre 2004 12ª giornata | Südtirol | 1 – 1 | Sanremese |  |

| 5 dicembre 2004 13ª giornata | Carpenedolo | 0 – 0 | Südtirol |  |

| 8 dicembre 2004 14ª giornata | Valenzana | 1 – 1 | Südtirol |  |

| 12 dicembre 2004 15ª giornata | Südtirol | 2 – 0 | Palazzolo |  |

| 19 dicembre 2004 16ª giornata | Casale | 1 – 1 | Südtirol |  |

| 6 gennaio 2005 17ª giornata | Südtirol | 1 – 1 | Sassuolo |  |

#### Girone di ritorno
| 9 gennaio 2005 18ª giornata | Pro Vercelli | 1 – 2 | Südtirol |  |

| 16 gennaio 2005 19ª giornata | Südtirol | 1 – 1 | Montichiari |  |

| 23 gennaio 2005 20ª giornata | Olbia | 3 – 2 | Südtirol |  |

| 30 gennaio 2005 21ª giornata | Südtirol | 1 – 0 | Monza |  |

| 13 febbraio 2005 22ª giornata | Pizzighettone | 1 – 1 | Südtirol |  |

| 20 febbraio 2005 23ª giornata | Südtirol | 1 – 0 | Pro Sesto |  |

| 27 febbraio 2005 24ª giornata | Belluno | 0 – 0 | Südtirol |  |

| 6 marzo 2003 25ª giornata | Legnano | 0 – 2 | Südtirol |  |

| 13 marzo 2005 26ª giornata | Südtirol | 0 – 0 | Ivrea |  |

| 20 marzo 2005 27ª giornata | Portogruaro-Summaga | 1 – 2 | Südtirol |  |

| 26 marzo 2005 28ª giornata | Südtirol | 0 – 0 | Biellese |  |

| 3 aprile 2005 29ª giornata | Sanremese | 2 – 1 | Südtirol |  |

| 17 aprile 2005 30ª giornata | Südtirol | 0 – 1 | Carpenedolo |  |

| 24 aprile 2005 31ª giornata | Südtirol | 1 – 1 | Valenzana |  |

| 1º maggio 2005 32ª giornata | Palazzolo | 0 – 3 | Südtirol |  |

| 8 maggio 2005 33ª giornata | Südtirol | 2 – 0 | Casale |  |

| 15 maggio 2005 34ª giornata | Sassuolo | 2 – 1 | Südtirol |  |